# FK Jagodina
Az FK Jagodina (szerbül: Фудбалски клуб Јагодина) egy szerb labdarúgócsapat, székhelye Jagodina városában található. Jelenleg a szerb élvonalban szerepel.
A klub fennállásnak legnagyobb sikerét a 2007–08-as szezont végén érte el, mikor feljutott a szerb első osztályba.

## Korábbi elnevezései
- 1918–1921: JSK Zora
- 1921–1923: SK Sparta
- 1923–1926: JSK Budućnost
- 1926–1935: JSK Dača
- 1935–1945: Jagodinski SK
- 1945–1946: FK Polet
- 1946–1949: Nikčević
- 1949–1951: Sloga
- 1951–1954: Mladost
- 1954–1962: Morava

1962 óta jelenlegi nevén szerepel.

## Külső hivatkozások
- Hivatalos honlap (szerbül)
- Adatlapja az uefa.com-on (angolul)